# Aristostomias tittmanni
Aristostomias tittmanni es una especie de pez de la familia Stomiidae en el orden de los Stomiiformes.

## Morfología
• Los machos pueden llegar alcanzar los 21,5 cm de longitud total.

## Hábitat
Es un pez de  mar  y de aguas  subtropicales que vive entre 15-2.000 m de profundidad.

## Distribución geográfica
Se encuentra en las Azores, frente a las costas de Chile  y desde el Canadá  hasta el Golfo de México y el Mar Caribe.